# ニコラ・ヴァッカイ
ニコラ・ヴァッカイ（Nicola Vaccai, 1790年3月15日 - 1848年8月6日）は、イタリアの作曲家、歌唱指導者。特にオペラの分野で活躍した。

## 生涯

### 作曲家として
ヴァッカイはトレンティーノに生まれ、ペーザロで育った。この地で音楽を学んでいた彼であったが、法律を学ばせようと両親にローマへと送られる。法律家になる意志のなかったヴァッカイは声楽のレッスンを受け、その後ローマの重要な作曲家であったジュゼッペ・ジャンナッコーニの下で対位法を学んだ。21歳になるとナポリへと赴き、パイジエッロの門下に入った。彼の『セヴィリアの理髪師』は35年後にロッシーニの『セビリアの理髪師』によって追いやられるまでの間、喜劇の傑作と考えられていた作品であった。
ヴェネチアでキャリアをスタートさせたヴァッカイは、バレエの作曲や歌唱指導によって主に生活費を稼いでいた。オペラで最初に成功を収めたのは、1815年にナポリで発表した『I solitari di Scozia』であった。パルマで委嘱を受けて作曲した『Pietro il grande』の初演の舞台では、彼自身も独唱者の1人として舞台に上がった。この後『Zadig e Astartea』（1825年、ナポリ）、そして彼の最も有名なオペラ『ジュリエッタとロメオ』（1825年、ミラノ）が続く。
1832年4月に最大の成功作である『ジュリエッタとロメオ』がキングズ・シアターで上演されるのに伴い、ヴァッカイはロンドンに一時滞在した。自身の魅力と大陸での評判によって音楽界に溶け込んだヴァッカイは、すぐに教師として引っ張りだことなる。
イギリス逗留を終えてイタリアへ戻ったヴァッカイは、1838年にミラノ音楽院の院長並びに作曲の教授に就任した。6年後に体調を崩して職を辞した後、幼少期を過ごしたペーザロに居を構え、この地で16作目のオペラを完成させた。ヴァッカイは1848年、ペーザロに没した。

### 歌唱指導者として
現在、ベッリーニの影に隠れたヴァッカイは、主に歌唱指導者として記憶されている。彼の著名な門人にはソプラノのマリアンナ・バルビエーリ＝ニーニがいる。
ヴァッカイは多くの本を執筆した。その中の1冊である1832年の『実践的声楽法』（Metodo pratico de canto）は、学生に対してイタリアのレガートの様式による歌唱法を指導するため、アルトの他にバスなどの低い声域用にも適用可能なように移調されている。この教本は現在も出版されており、教材として使用されることもある。ヴァッカイは序文の中で、唯一自らの鍛錬を正確に披露できる巨匠の声だけが、真のレガート歌唱の正しい技法によって学生を指導することができると記している。また、この著作は19世紀初頭のオペラ公演の情報を伝える重要な史料でもある。

## 歌劇
| タイトル                                                  | 都市と劇場名                          | 初演年月日                             |
| --------------------------------------------------------- | ------------------------------------- | -------------------------------------- |
| I solitari di Scozia                                      | ナポリ、Teatro Nuovo                  | 1815年2月18日                          |
| マルヴィーナ                                              | ヴェネツィア、Teatro San Benedetto    | 1816年6月8日                           |
| Il lupo di Ostenda, ossia L'innocenza salvata dalla colpa | ヴェネツィア、Teatro San Benedetto    | 1818年6月17日                          |
| Pietro il grande, ossia Un geloso alla tortura            | パルマ、ドゥカーレ劇場 現レージョ劇場 | 1824年1月17日                          |
| La pastorella feudataria                                  | トリノ、Teatro Carignano              | 1824年9月18日                          |
| Zadig ed Astartea                                         | ナポリ、Teatro San Carlo              | 1825年2月21日                          |
| ジュリエッタとロメオ                                      | ミラノ、Teatro della Canobbiana       | 1825年10月31日                         |
| Bianca di Messina                                         | トリノ、Teatro Regio                  | 1826年1月20日                          |
| Il precipizio, o Le fucine di Norvegia                    | ミラノ、Teatro alla Scala             | 1826年8月16日                          |
| Giovanna d'Arco                                           | ヴェネツィア、Teatro La Fenice        | 1827年2月17日                          |
| Saladino e Clotilde                                       | ミラノ、Teatro alla Scala             | 1828年2月4日                           |
| Azmir e Netzareo                                          | マドリード、Principe                  | 1828年6月28日                          |
| Alexi                                                     | ナポリ、Teatro San Carlo              | 1828年7月6日                           |
| Saul                                                      | ナポリ、Teatro San Carlo              | 1829年3月11日 作曲年は1825年から1826年 |
| ジョヴァンナ・グレイ                                      | ミラノ、Teatro alla Scala             | 1836年2月23日                          |
| Marco Visconti                                            | トリノ、Teatro Regio                  | 1838年1月27日                          |
| メッシーナの花嫁                                          | ヴェネツィア、Teatro La Fenice        | 1839年3月2日                           |
| Virginia                                                  | ローマ、Teatro Apollo                 | 1845年1月14日                          |